# Плащеносный пегий канюк
Плащеносный пегий канюк (лат. Pseudastur polionotus) — вид хищных птиц из семейства ястребиных (Accipitridae). Подвидов не выделяют. Распространены в Южной Америке.

## Описание

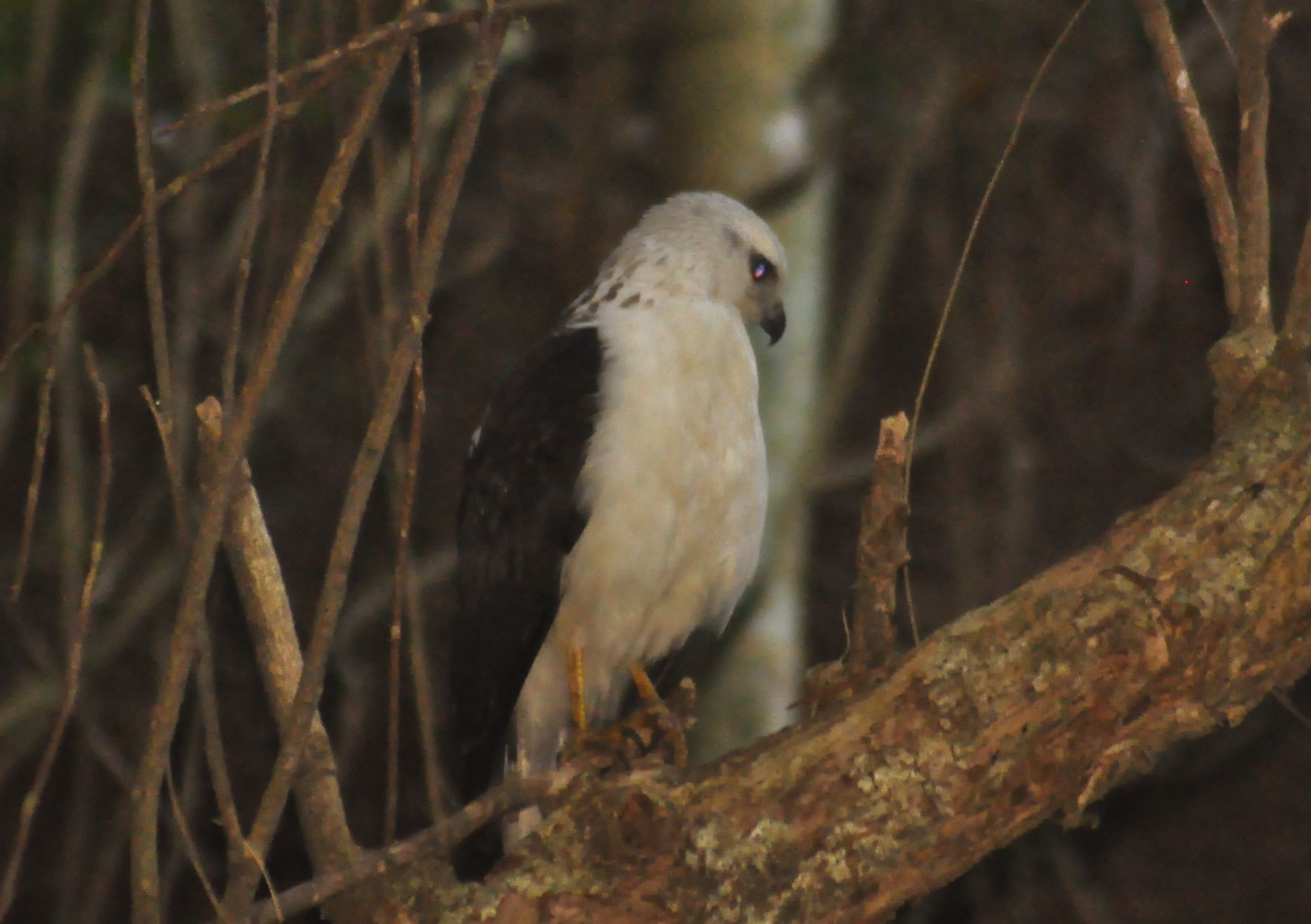

Плащеносный пегий канюк — хищная птица небольшого размера, длиной 47—51 см, с размахом крыльев 118—129 см. Самки немного крупнее самцов. Голова белого цвета с черноватой маской вокруг глаз. Верхняя часть спины, шея и нижняя часть тела белые. Остальная часть спины и надхвостье чёрные или тёмно-серые. Мантия, лопатки и третьестепенные маховые перья сланцевато-серые с широкими белыми кончиками. Верхние кроющие первостепенных маховых темнее лопаток. Второстепенные маховые перья тёмно-свинцово-серого цвета с 3—4 узкими тёмными полосами и широкими белыми кончиками. Второстепенные маховые перья достигают середины хвоста, скрывая надхвостье и основание хвоста. Первостепенные маховые перья чёрные с более серыми основаниями и тонкими белыми кончиками, достигают кончика хвоста, иногда образуя небольшой тёмный треугольник над хвостом. Обычно видна только белая нижняя часть хвоста, но у некоторых особей одна, редко две, тёмные полосы видны у основания хвоста. Кончик хвоста квадратный. Радужная оболочка коричневая, но при плохом освещении кажется чёрной. Восковица и уздечка от пепельно-серого до тускло-жёлтого цвета; клюв с бледно-серым основанием и чёрным кончиком. Цевка и пальцы ног оранжево-жёлтые.

## Питание
Плащеносный пегий канюк охотится из засады. Обычно сидит на присаде на высоте 5—7 м от земли на относительно открытых участках местности; увидев добычу, захватывает её после короткого быстрого полёта и возвращается обратно. Питается в основном мелкими птицами, такими как представители семейств Muscicapidae, Trogonidae, Thraupidae, Emberizidae, Cuculidae, Psittacidae и Cracidae. Также в состав рациона входят ящерицы, змеи и мелкие грызуны.

## Распространение и места обитания
Плащеносный пегий канюк распространён в экорегионе Атлантический лес на востоке Бразилии от Алагоаса и Баии до Санта-Катарина и Риу-Гранди-ду-Сул, а также на северо-востоке Уругвая и юго-востоке Парагвая, и возможно на севере Аргентины. Обитает в низменных и среднегорных влажных лесах, особенно в предгорьях. Также был зарегистрирован во вторичных лесах и на плантациях. Встречается от уровня моря до высоты 1500 метров над уровнем моря (в основном выше 500 м).